# Dorymyrmex flavus
Dorymyrmex flavus är en myrart som beskrevs av Mccook 1879. Dorymyrmex flavus ingår i släktet Dorymyrmex och familjen myror. Inga underarter finns listade i Catalogue of Life.

## Bildgalleri

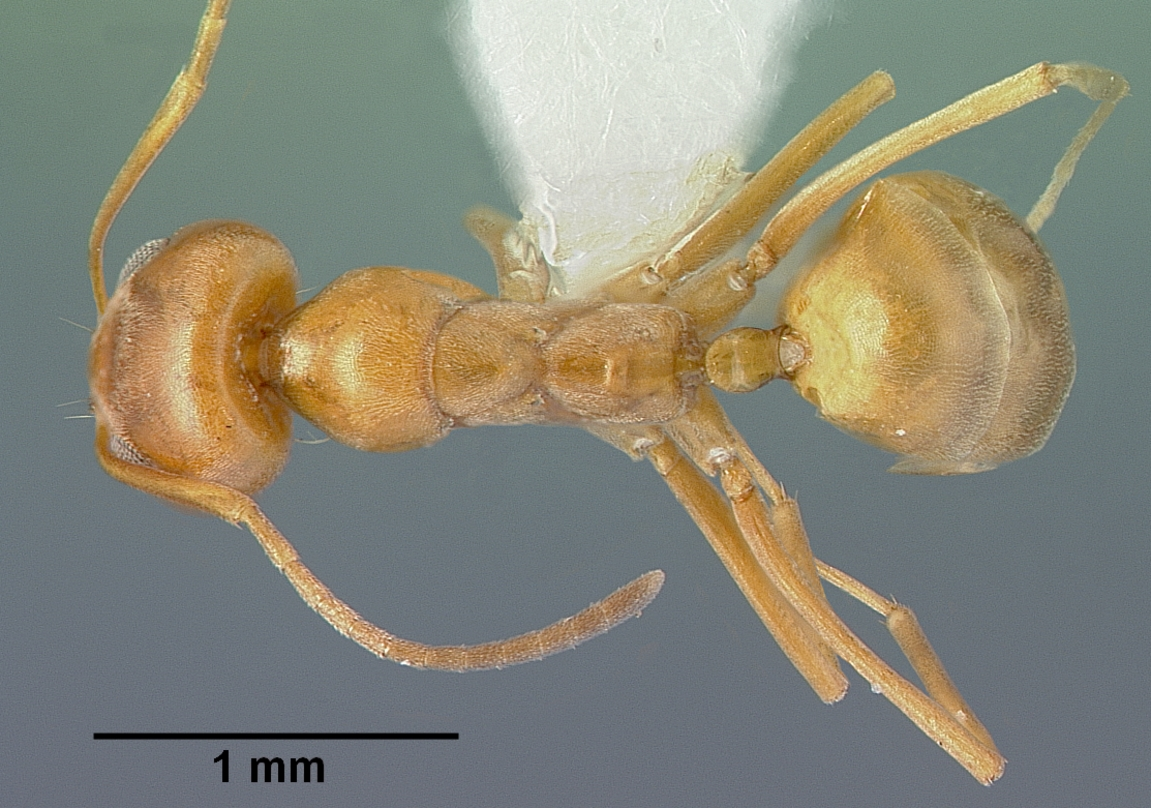
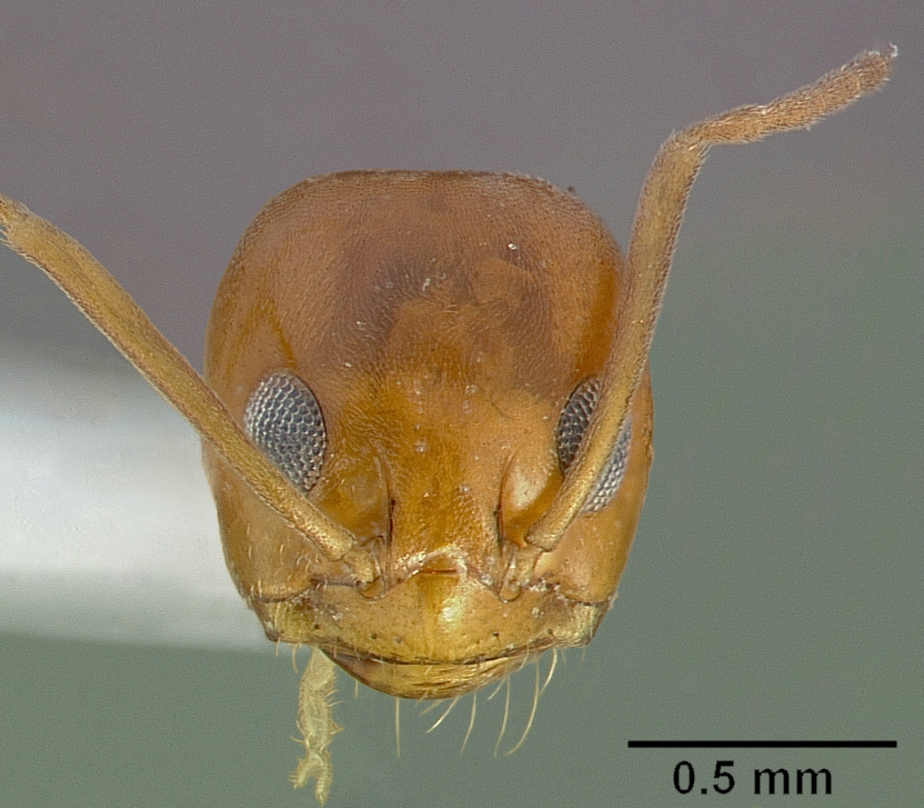
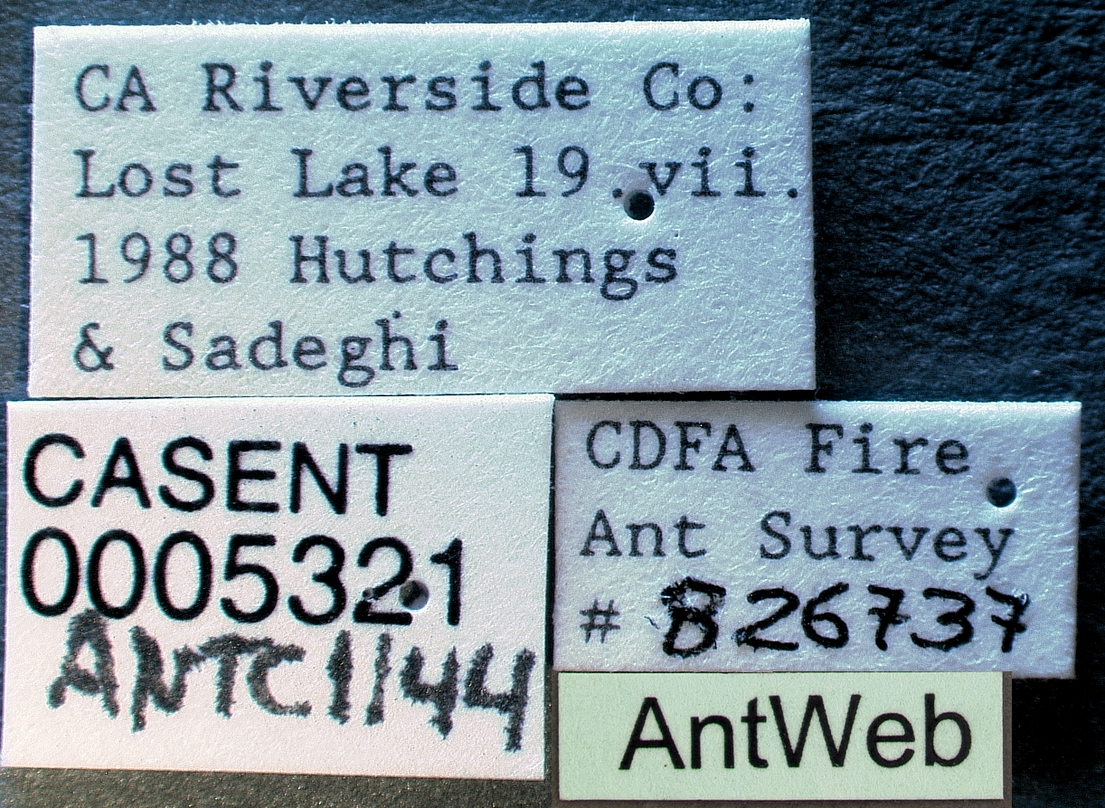
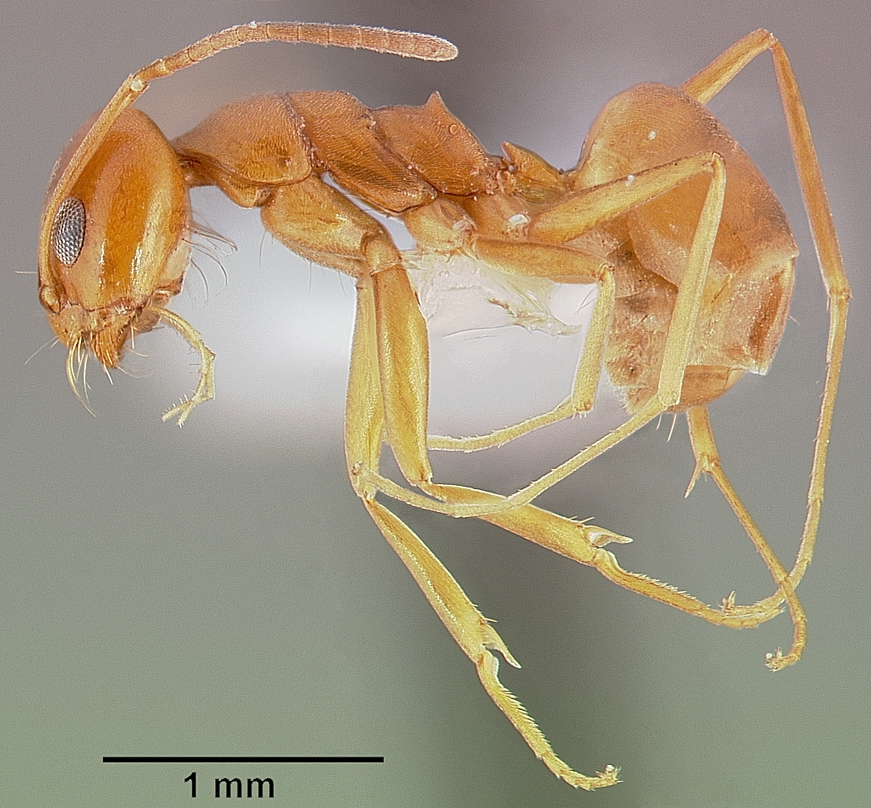
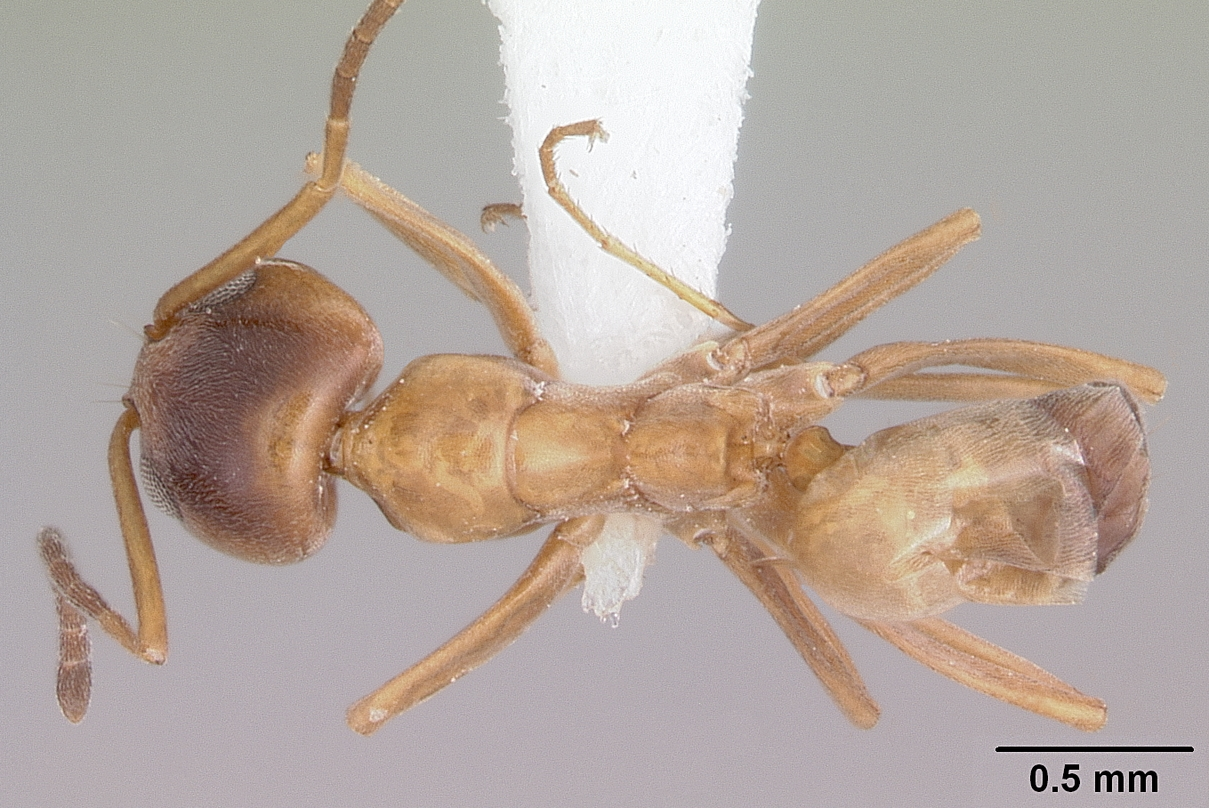
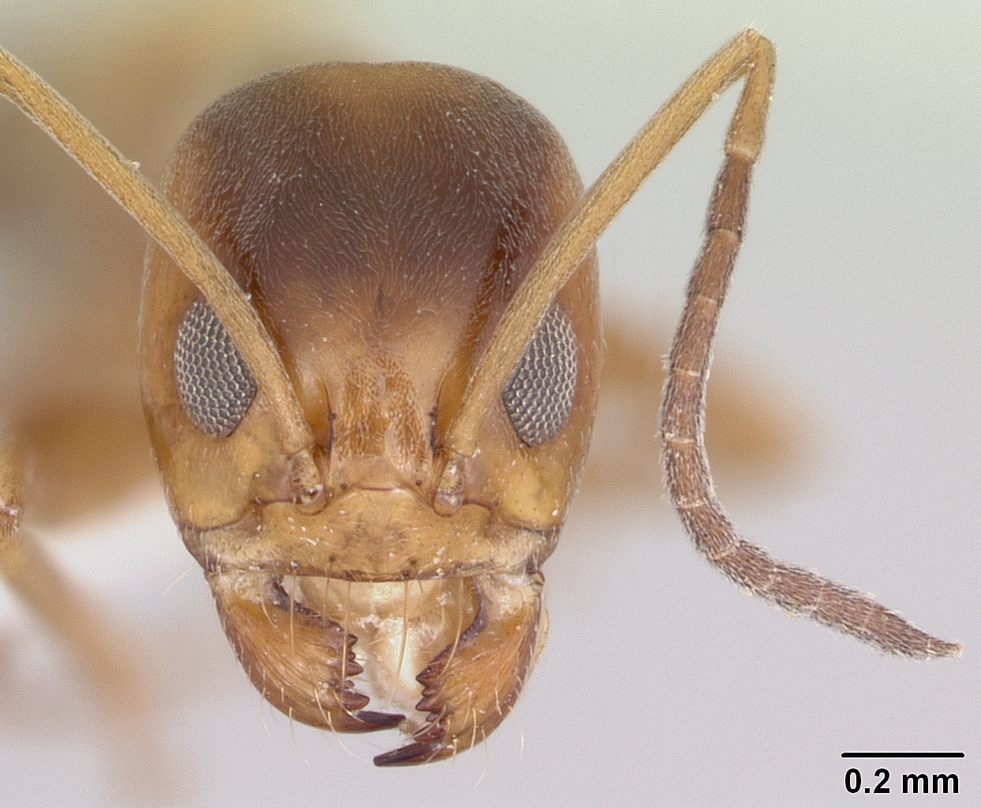